# サンノゼ
サンノゼ（スペイン語: San José サンホセ、英語: San Jose）は、アメリカ合衆国カリフォルニア州にある都市。半導体・コンピュータ関連の産業が集積するシリコンバレーの中心都市で、「シリコンバレーの首都」を名乗る。2020年のイギリスの「グローバリゼーションと世界都市研究ネットワーク」(GaWC)ではガンマ＋の都市とされ、アメリカ西部有数の世界都市である。

## 概要
サンノゼはスペイン語で「聖ヨセフ」を意味する。スペイン語本来の発音は[ˈsãŋxo.ˈse]（サンホセ）だが、英語での発音は転訛して[ˌsænəˈzeɪ]（サノゼイ）、[ˌsænoʊˈzeɪ]（サノウゼイ）、[ˌsænhoʊˈzeɪ]（サンホウゼイ）となり、アメリカ英語では[ˌsænhoʊˈzeɪ]（サンホウゼイ）となる。サンノゼ市の発行する日本語のパンフレットには「サンホセ」と表記されている。漢字表記は「聖荷西」。他の大都市に比べて所得水準が高く、アメリカ国内の人口25万人以上の都市を対象とした全米安全度調査の第1位である。

## 歴史
1777年11月29日にスペイン軍の軍事補給基地として集落が創設され、カリフォルニア州の最初の州都となり発展した。1864年のサンフランシスコ鉄道開通後は肥沃な農業地帯から産出される果樹・野菜の集散地として発展した。その後は乾燥フルーツ・果物缶詰加工工業で知られるようになる。20世紀に入り、サンフランシスコ都市圏の拡大により人口が急増し、1970年代に人口45万人を突破した。1970年代後半からはシリコンバレーの中心地となり、20世紀末からのアメリカ経済復興の狼煙を上げた。人口はその後も増え続け、2010年あたりに人口は100万人を突破するだろうとの予測がなされていたが、2009年には既に突破していた。

## 地理
サンノゼはサンフランシスコ湾南岸の北緯37度18分15秒、西経121度52分22秒(37.304051, −121.872734)に位置している。アメリカ合衆国統計局によると、この都市は総面積461.5km2(178.2mi2)である。このうち452.9km2(174.9 mi2)が陸地で8.6km2(3.3 mi2)が水地域である。総面積の1.86%が水地域となっている。

## 気候
ケッペンの気候区分では地中海性気候（Csb）に属する。
| サンノゼの気候                                      | サンノゼの気候 | サンノゼの気候 | サンノゼの気候 | サンノゼの気候 | サンノゼの気候 | サンノゼの気候 | サンノゼの気候 | サンノゼの気候 | サンノゼの気候 | サンノゼの気候 | サンノゼの気候 | サンノゼの気候 | サンノゼの気候 |
| 月                                                  | 1月            | 2月            | 3月            | 4月            | 5月            | 6月            | 7月            | 8月            | 9月            | 10月           | 11月           | 12月           | 年             |
| --------------------------------------------------- | -------------- | -------------- | -------------- | -------------- | -------------- | -------------- | -------------- | -------------- | -------------- | -------------- | -------------- | -------------- | -------------- |
| 最高気温記録 °C （°F）                              | 26 (79)        | 27 (81)        | 31 (87)        | 35 (95)        | 38 (101)       | 43 (109)       | 42 (108)       | 41 (105)       | 40 (104)       | 38 (101)       | 29 (85)        | 26 (79)        | 43 (109)       |
| 平均最高気温 °C （°F）                              | 14.5 (58.1)    | 16.6 (61.9)    | 18.7 (65.7)    | 20.7 (69.3)    | 23.5 (74.3)    | 26.2 (79.1)    | 27.7 (81.9)    | 27.7 (81.9)    | 26.7 (80.1)    | 23.3 (74.0)    | 17.9 (64.3)    | 14.4 (58.0)    | 21.5 (70.7)    |
| 平均最低気温 °C （°F）                              | 5.6 (42.0)     | 7.1 (44.7)     | 8.1 (46.6)     | 9.2 (48.6)     | 11.3 (52.4)    | 13.3 (56.0)    | 14.5 (58.1)    | 14.6 (58.3)    | 13.8 (56.8)    | 11.4 (52.5)    | 7.8 (46.0)     | 5.5 (41.9)     | 10.2 (50.3)    |
| 最低気温記録 °C （°F）                              | −4 (24)        | −3 (26)        | −1 (30)        | 2 (35)         | 3 (37)         | 6 (42)         | 8 (47)         | 8 (47)         | 6 (42)         | 2 (36)         | −6 (21)        | −7 (19)        | −7 (19)        |
| 雨量 mm （inch）                                    | 78 (3.07)      | 79 (3.11)      | 64.5 (2.54)    | 30 (1.18)      | 13 (0.51)      | 2.5 (0.10)     | 0.5 (0.02)     | 0.5 (0.02)     | 4.6 (0.18)     | 20.3 (0.80)    | 42.7 (1.68)    | 66.3 (2.61)    | 401.9 (15.82)  |
| 平均降雨日数 （≥0.01 in）                           | 10.2           | 10.3           | 9.4            | 5.6            | 3.2            | 0.8            | 0.2            | 0.3            | 1.3            | 3.2            | 7.2            | 10.2           | 61.9           |
| 出典：アメリカ海洋大気庁 Weather.com (record temps) |                |                |                |                |                |                |                |                |                |                |                |                |                |

## 人口動勢
| 人口統計のプロファイル                   | 2010             |
| ---------------------------------------- | ---------------- |
| 総人口                                   | 945,942 – 100.0% |
| 単一人種                                 | 898,880 – 95.0%  |
| ヒスパニックまたはラテン系以外           | 632,306 – 66.8%  |
| アジア系                                 | 300,022 – 31.7%  |
| 白人                                     | 271,382 – 28.7%  |
| 黒人またはアフリカ系アメリカ人           | 27,508 – 2.9%    |
| アメリカンインディアンとアラスカ原住民   | 2,255 – 0.2%     |
| ハワイ原住民と他の太平洋諸島系           | 3,492 – 0.4%     |
| その他                                   | 1,820 – 0.2%     |
| 2人種以上の混血                          | 25,827 – 2.7%    |
| ヒスパニックまたはラテン系（人種問わず） | 313,636 – 33.2%  |

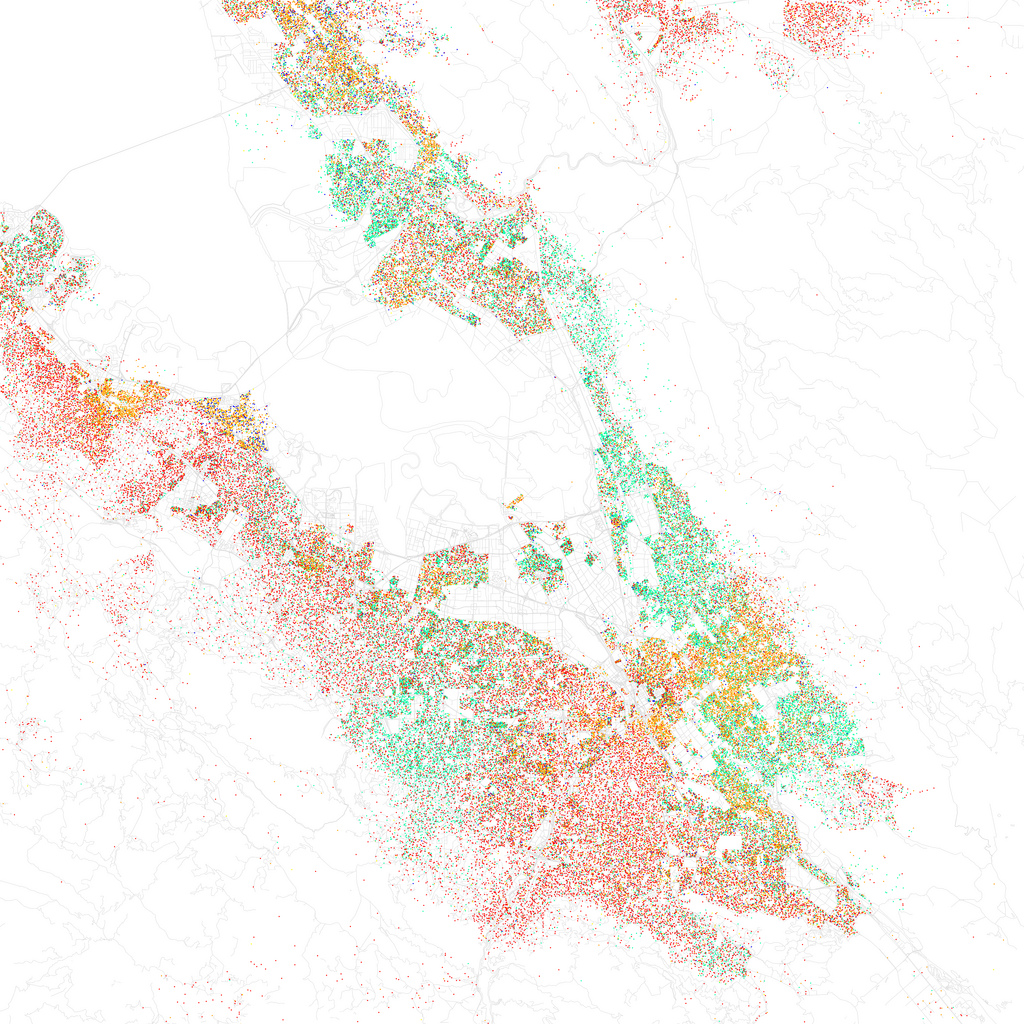
サンノゼ（右下）、2010年国勢調査の都市の人種/民族分布の地図 - オレンジの点はヒスパニックを表し、青の点が黒人を表し、緑のドットがアジア系を表し、赤のドットは非ヒスパニック系白人を表し、グレーのドットはその他の人種

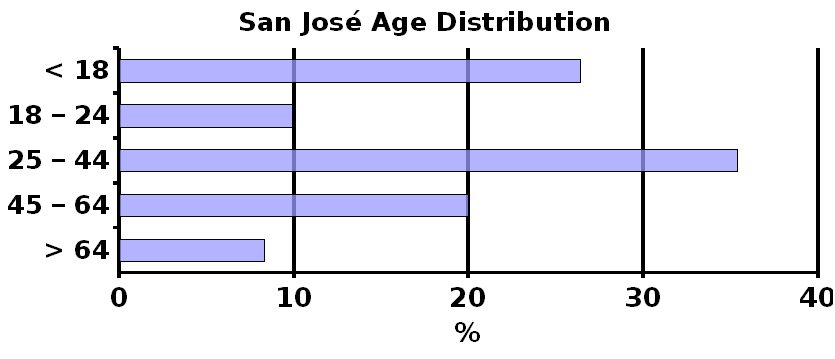
年齢構成

2000年現在の国勢調査で、この都市は人口894,943人、276,598世帯および203,576家族が暮らしている。人口密度は1,976.1/km2(5,117.9人/mi2)である。622.3/km2(1,611.8/mi2)の平均的な密度に281,841軒の住宅が建っている。
この都市内の住民は26.4%が18歳未満の未成年、18歳以上24歳以下が9.9%、25歳以上44歳以下が35.4%、45歳以上64歳以下が20.0%及び65歳以上が6.3%にわたっている。中央値年齢は33歳である。女性100人ごとに対して男性は103.3人である。18歳以上の女性100人ごとに対して男性は102.5人である。
この都市の世帯ごとの平均的な収入は70,243米ドルであり、家族ごとの平均的な収入は74,813米ドルである。男性は49,347米ドルに対して女性は36,936米ドルの平均的な収入がある。この都市一人当たりの収入は26,697米ドルである。人口の8.8%及び家族の6.0%は貧困線以下である。全人口のうち18歳未満の10.3%及び65歳以上の7.4%は貧困線以下の生活を送っている。
サンノゼはオレンジ郡と並んでベトナム系アメリカ人の多い都市であり、2010年の統計によれば人口の1割をベトナム系が占める。公共交通機関にも英語・スペイン語の他にベトナム語の掲示が多い。

## 都市の景観

### ランドマーク

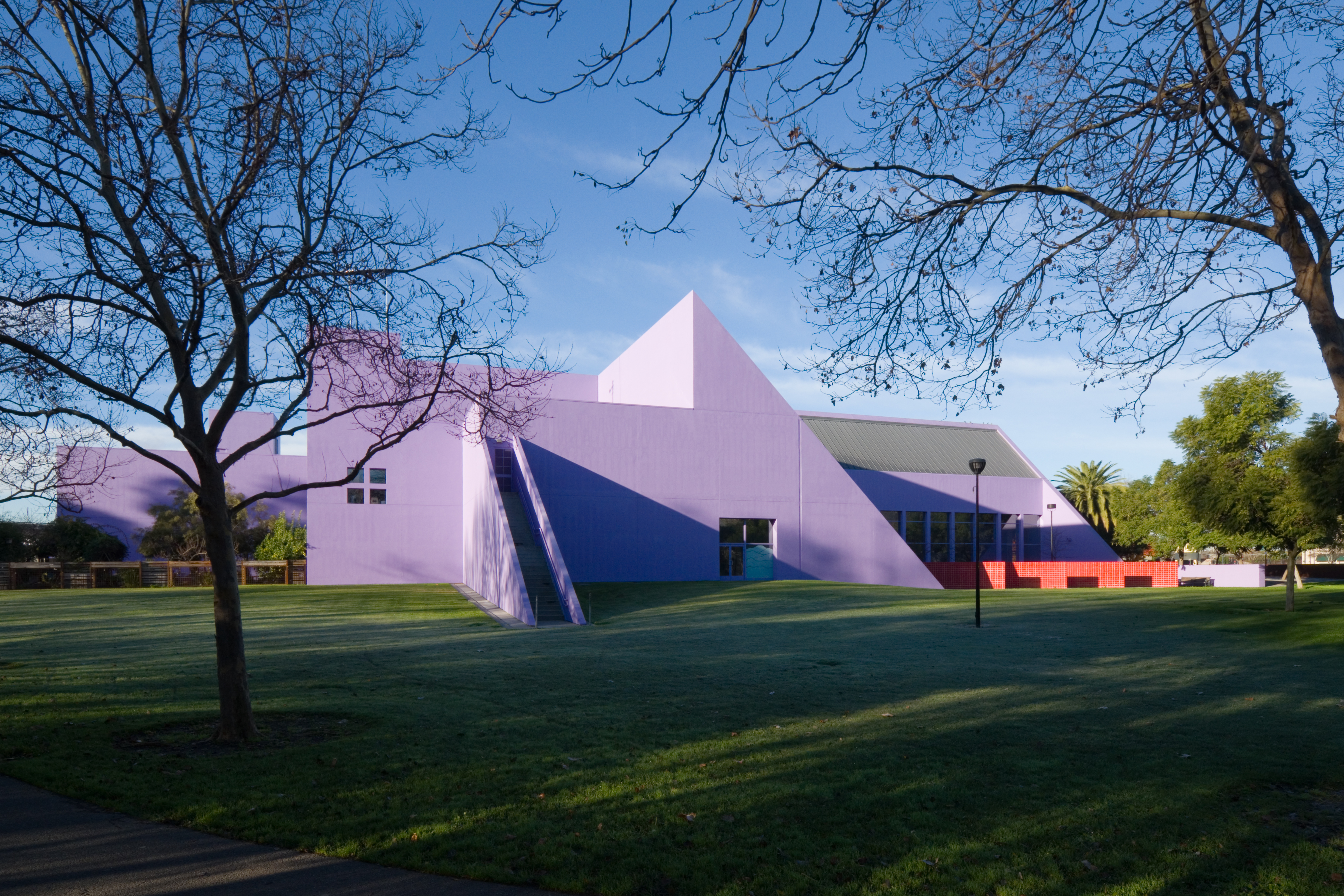
子供ディスカバリーミュージアム
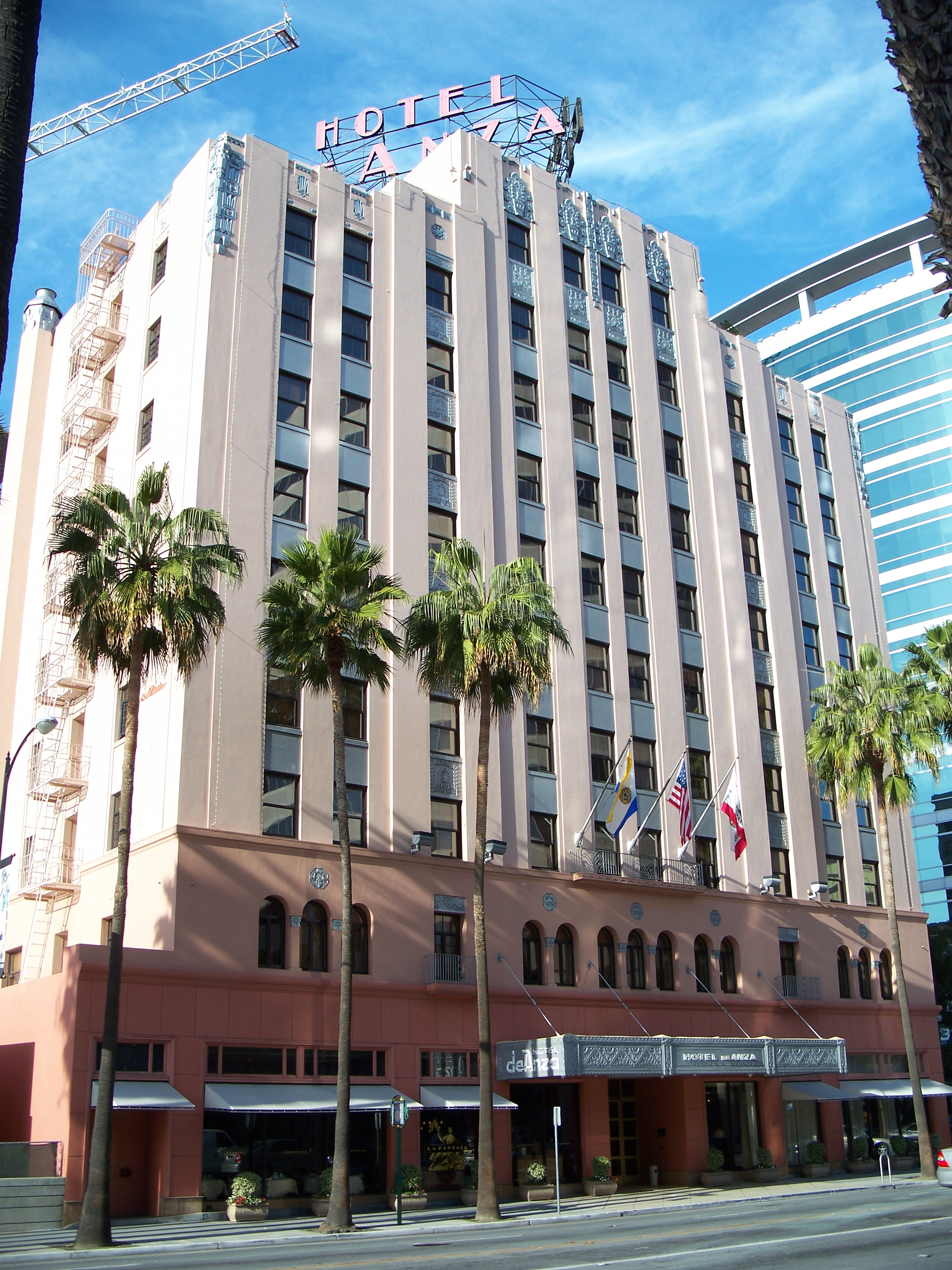
デアンザホテル
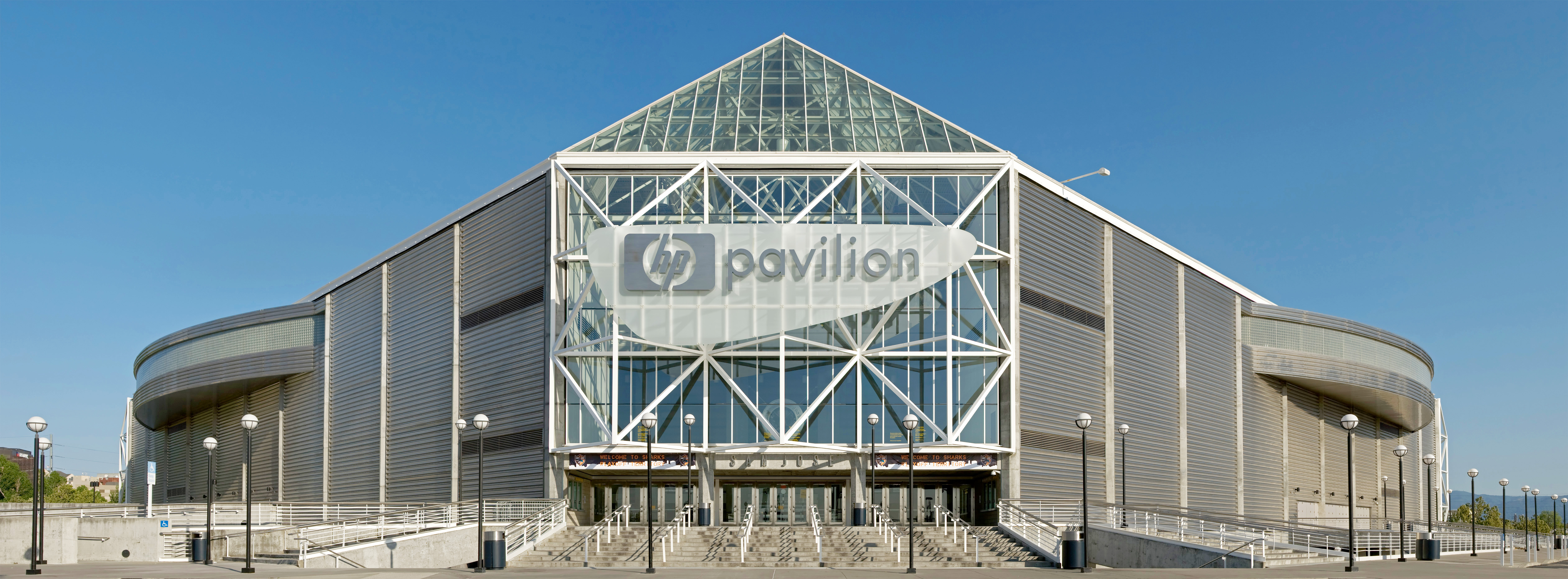
HPパビリオン
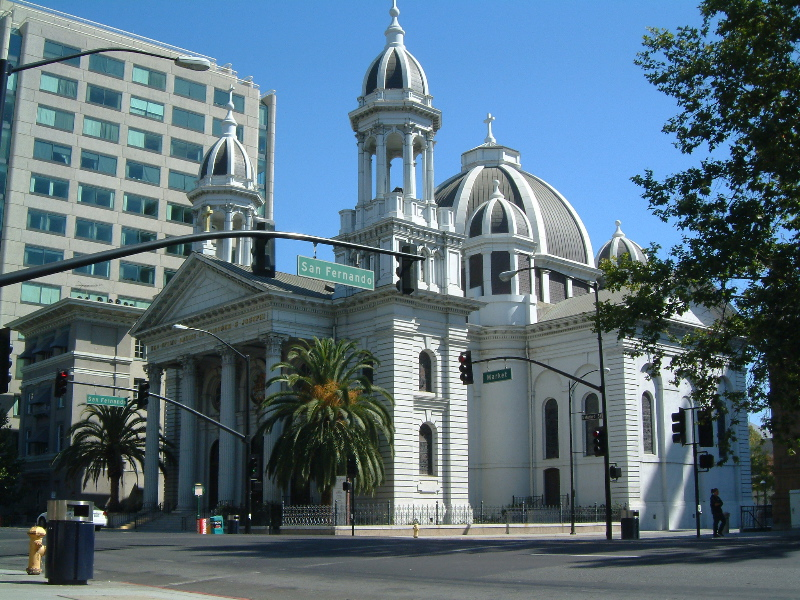
セントジョセフ大聖堂
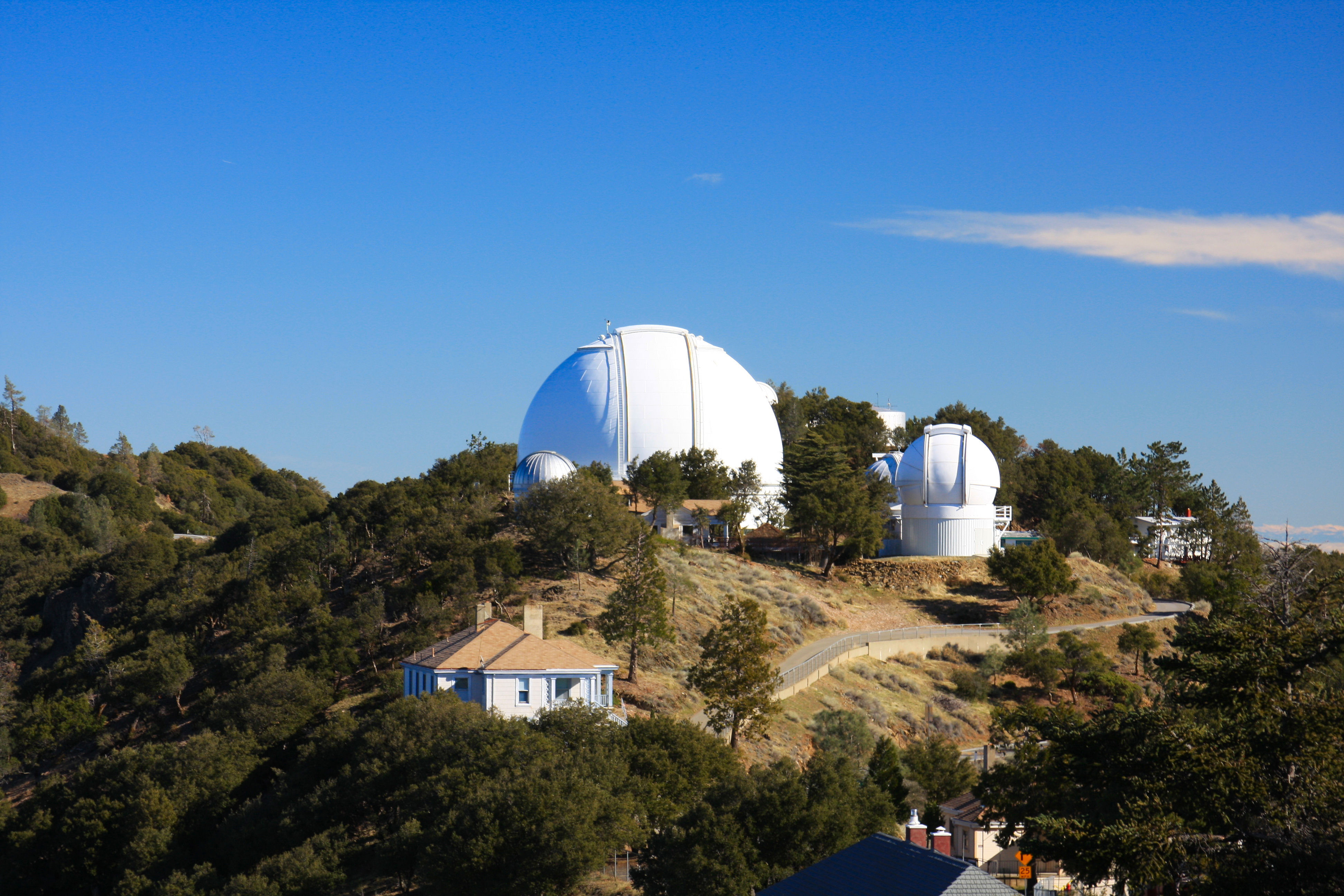
リック天文台
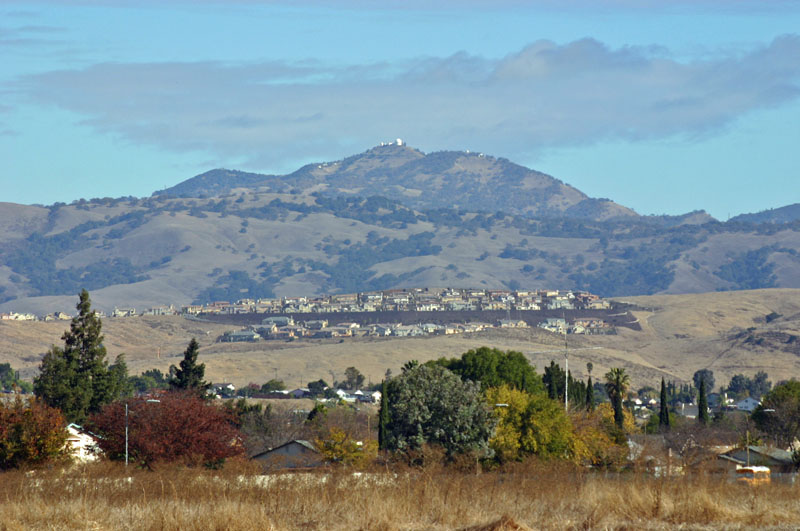
マウントハミルトン
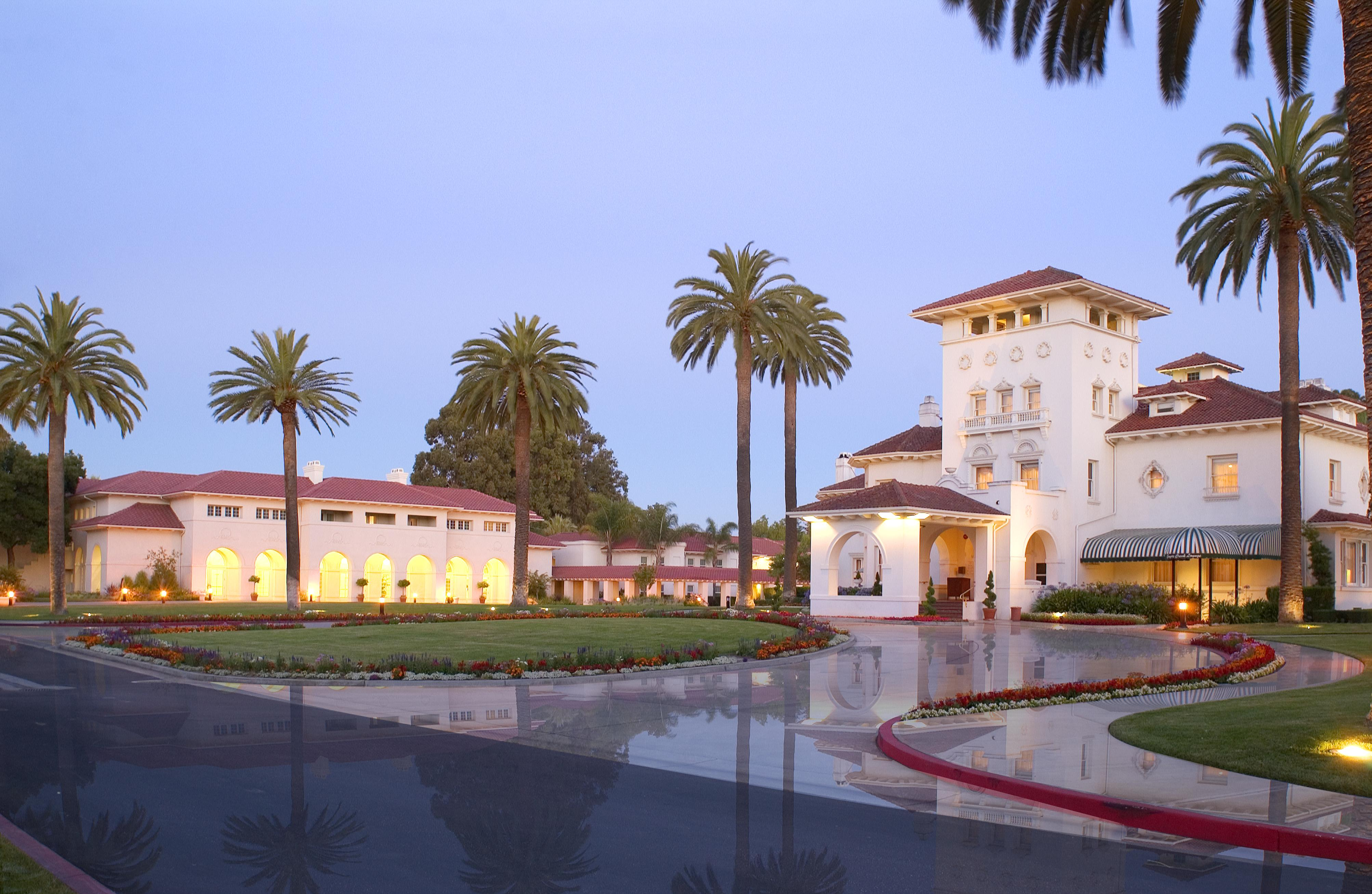
ヘイズマンション
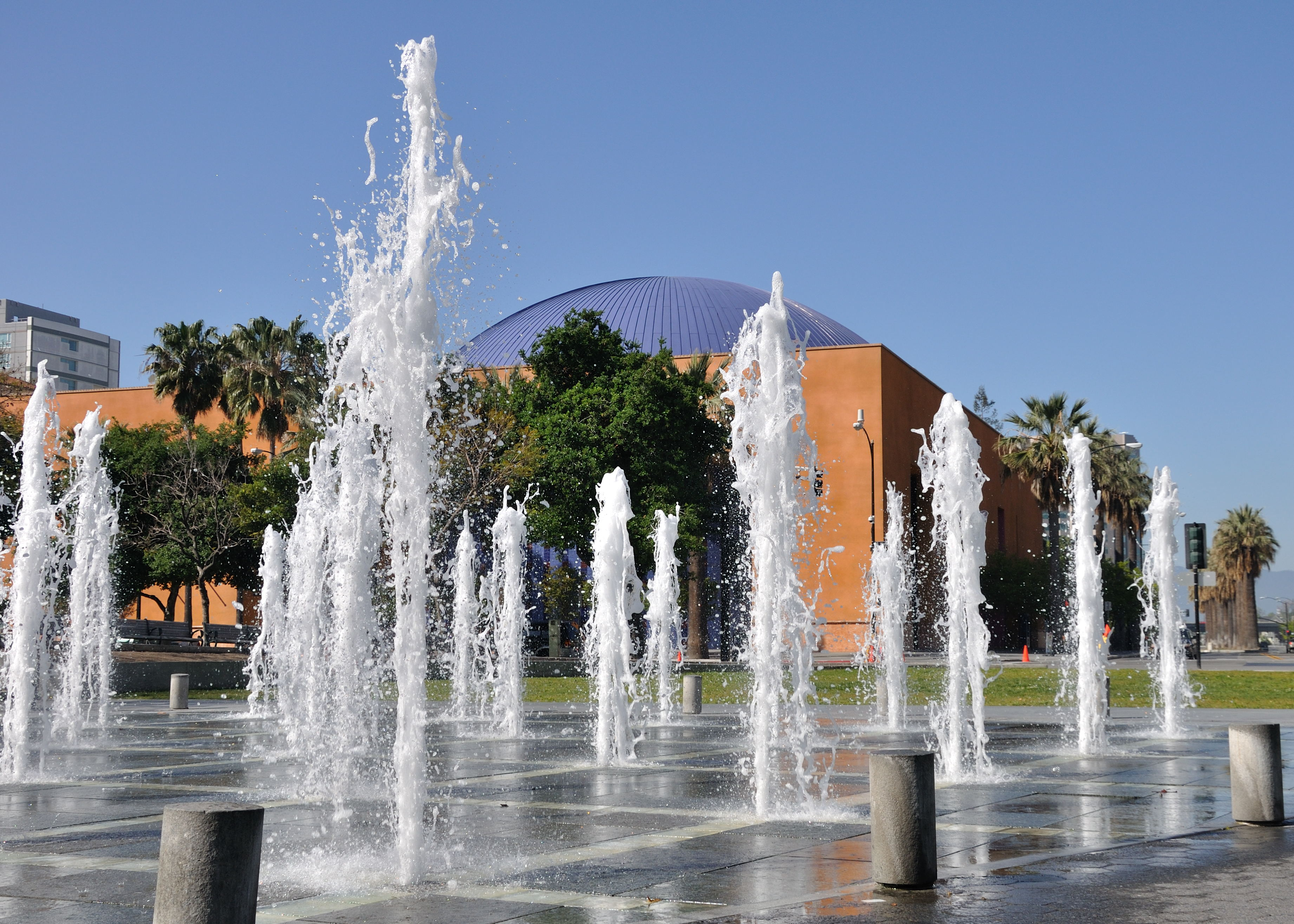
プラザデシーザーチャベス
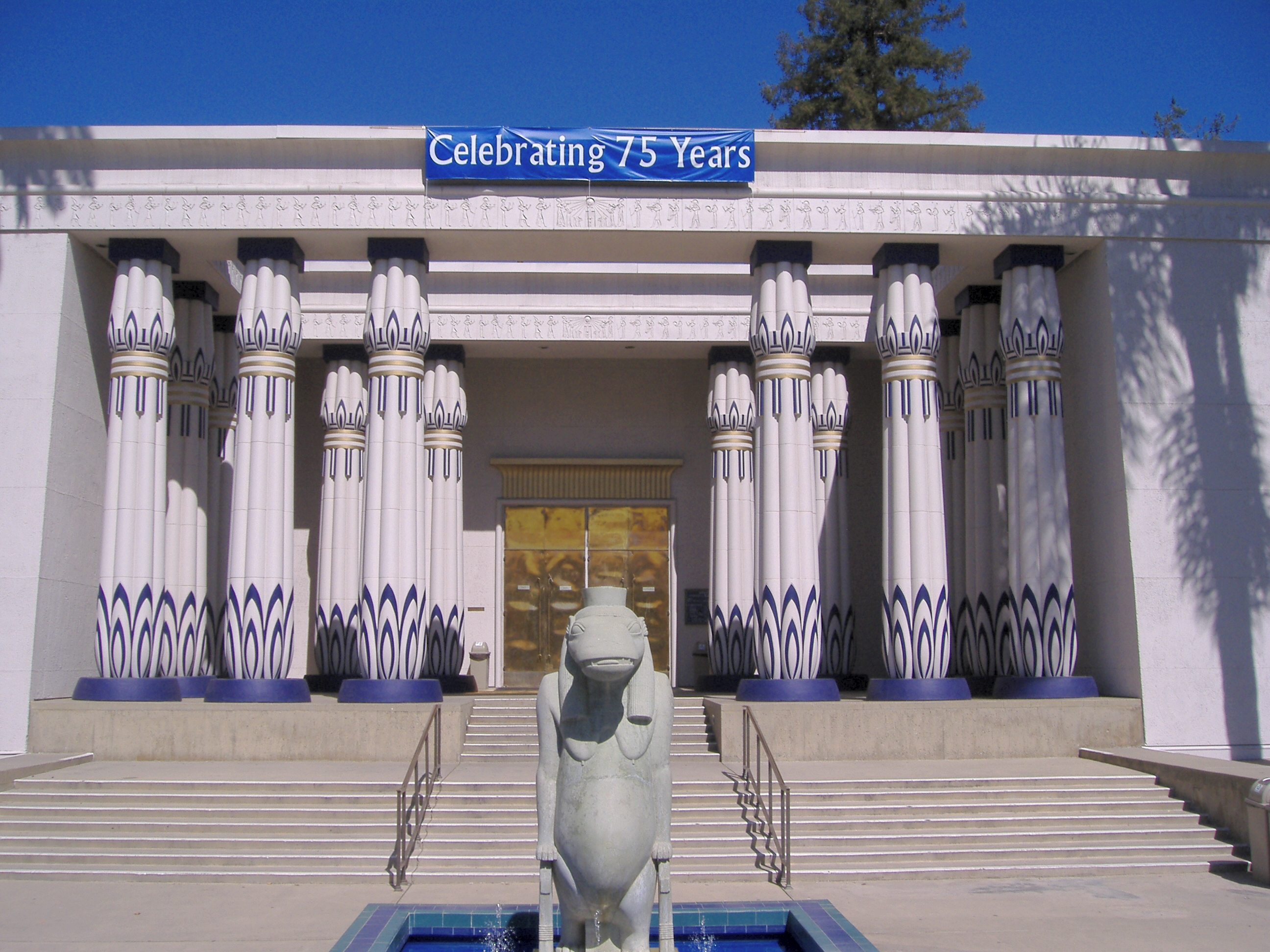
薔薇十字会エジプト博物館
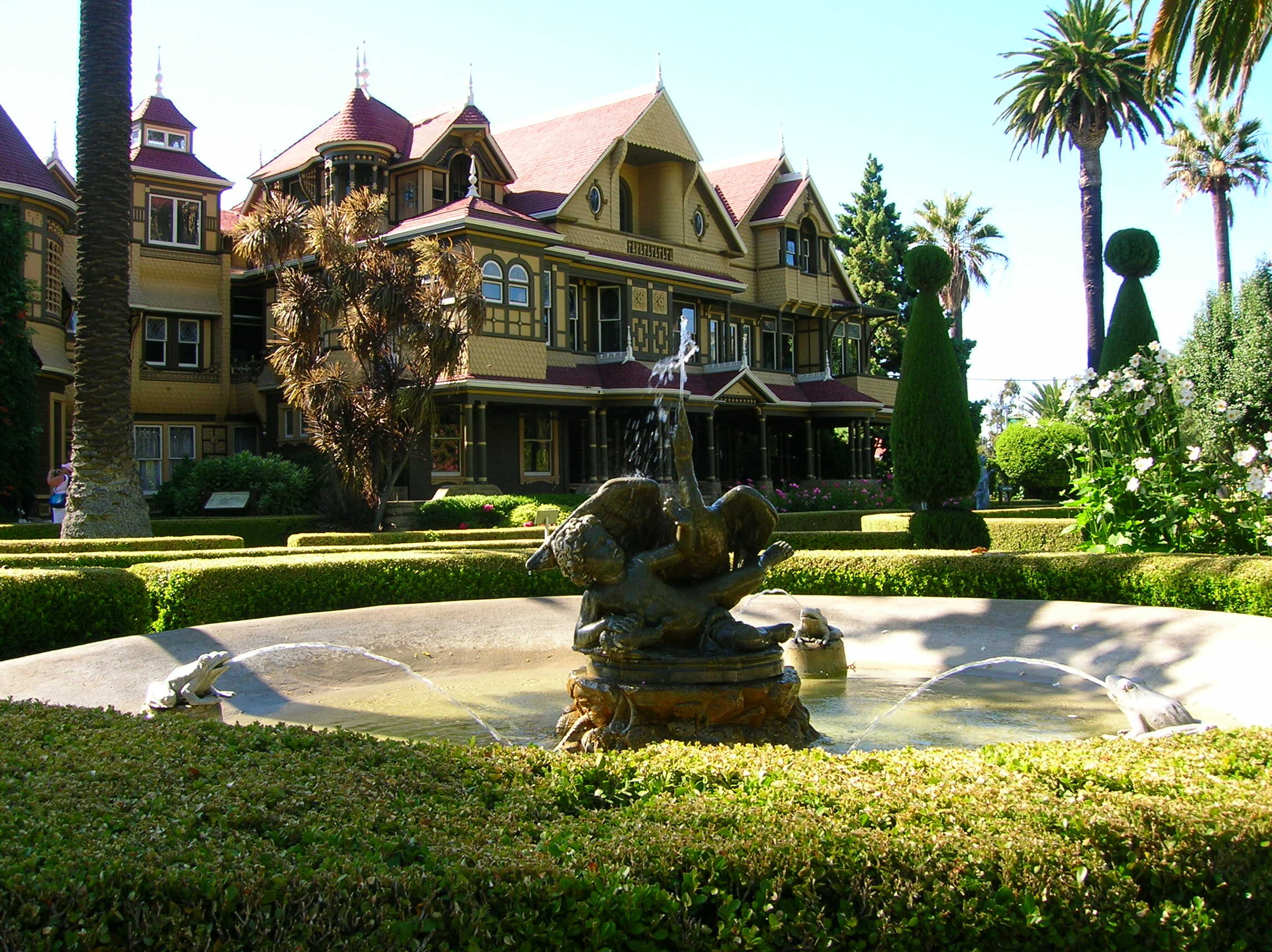
ウィンチェスター・ミステリー・ハウス
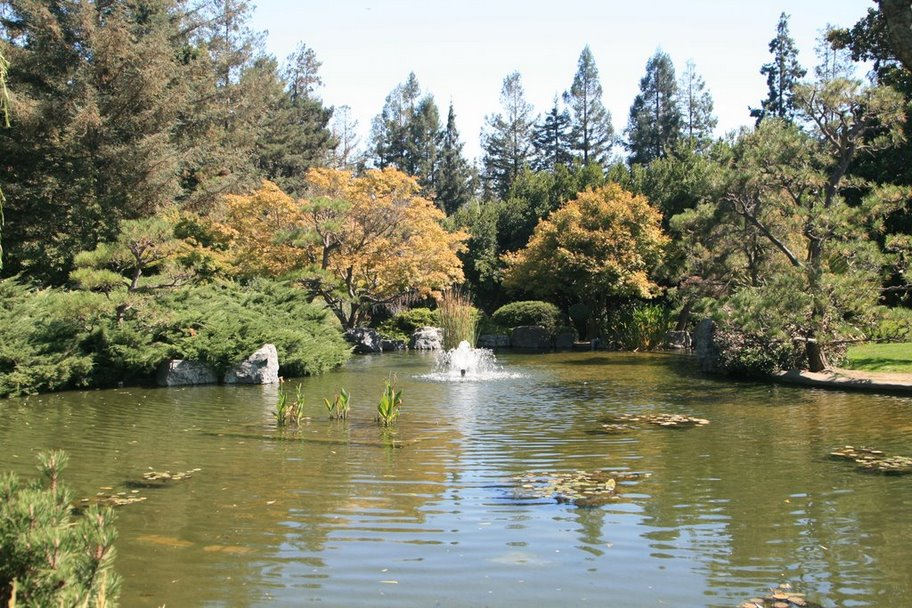
ケリーパーク
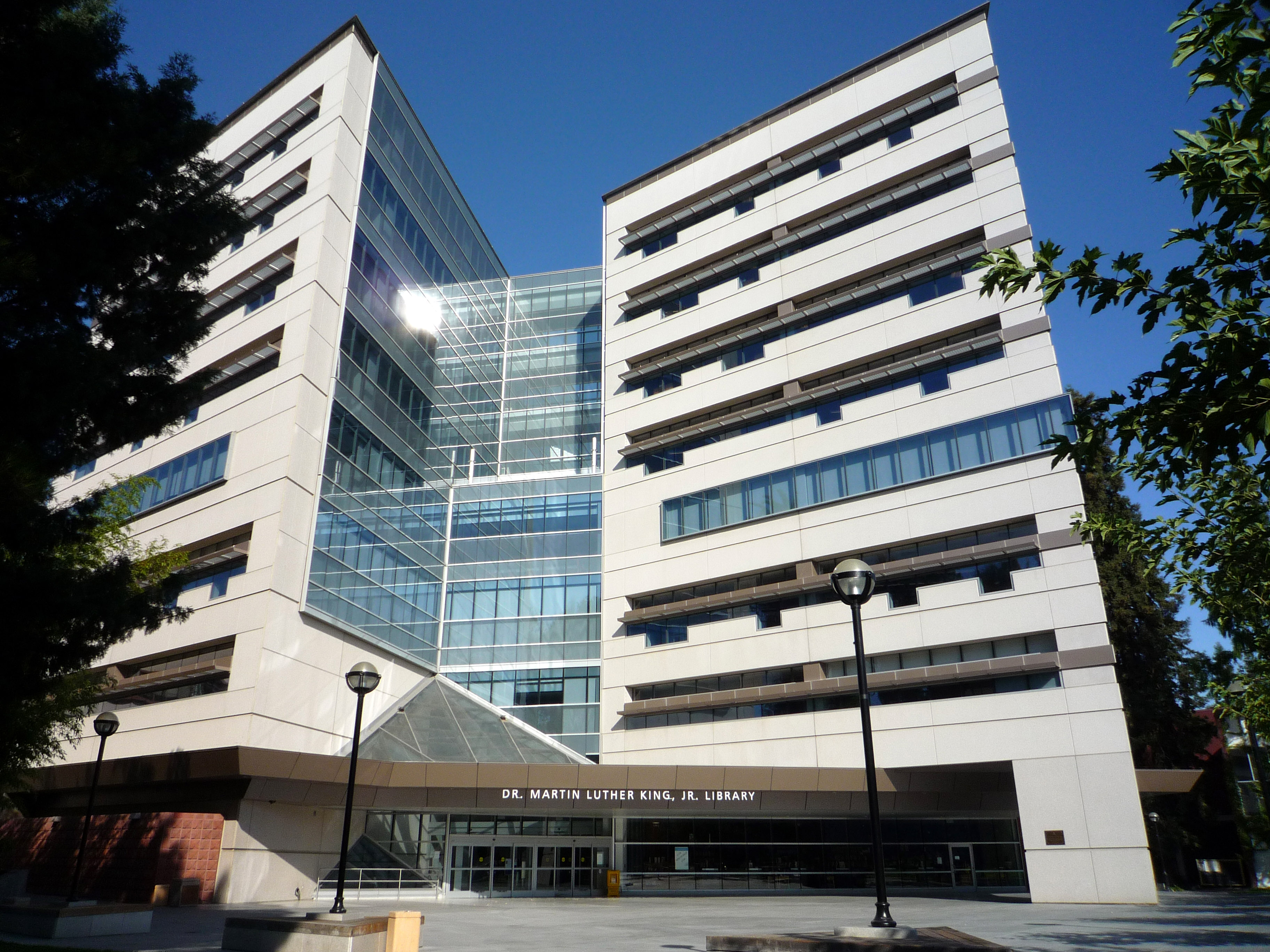
マーティン·ルーサー·キング·ジュニア·ライブラリ
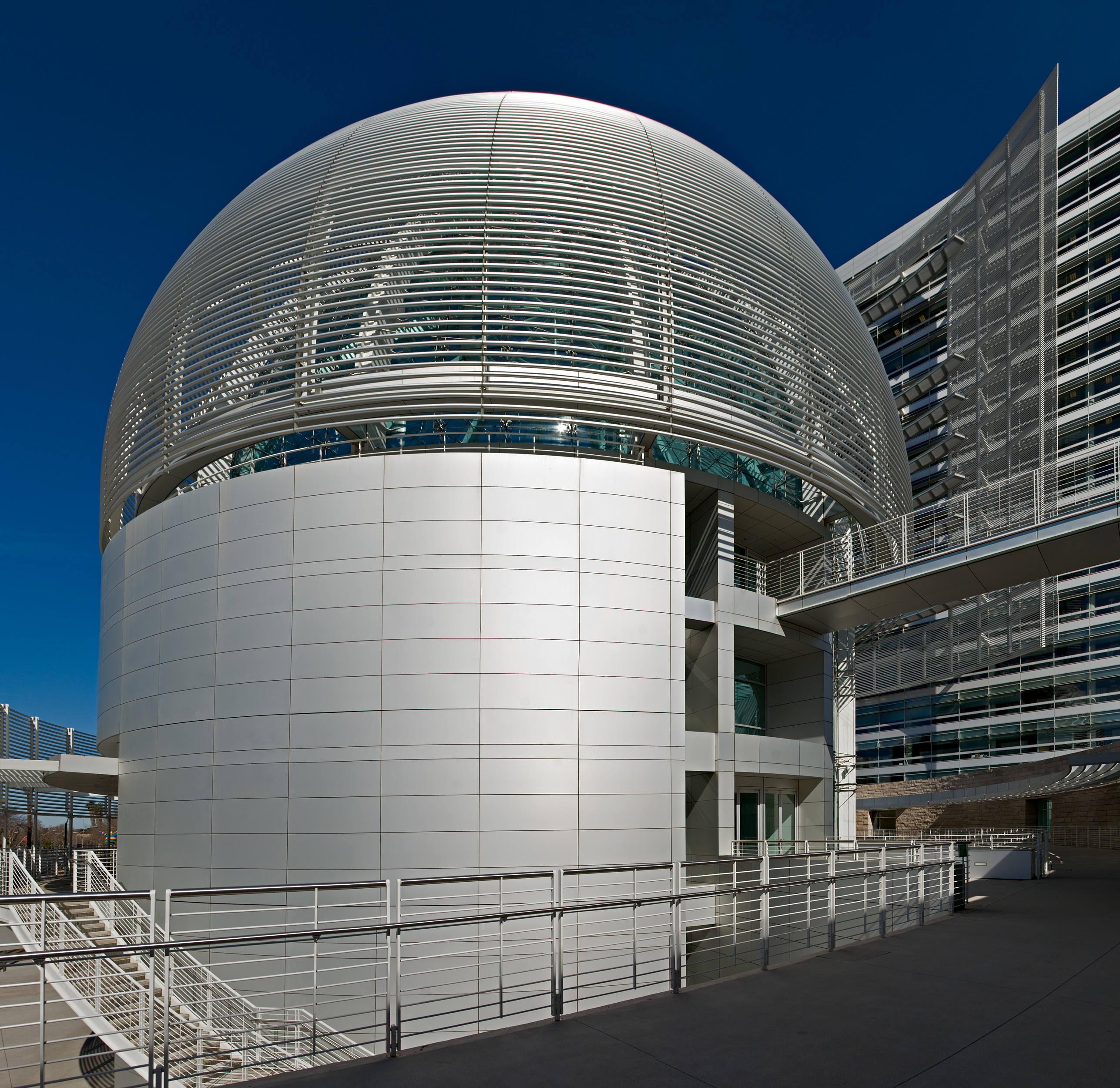
サンノゼ市役所
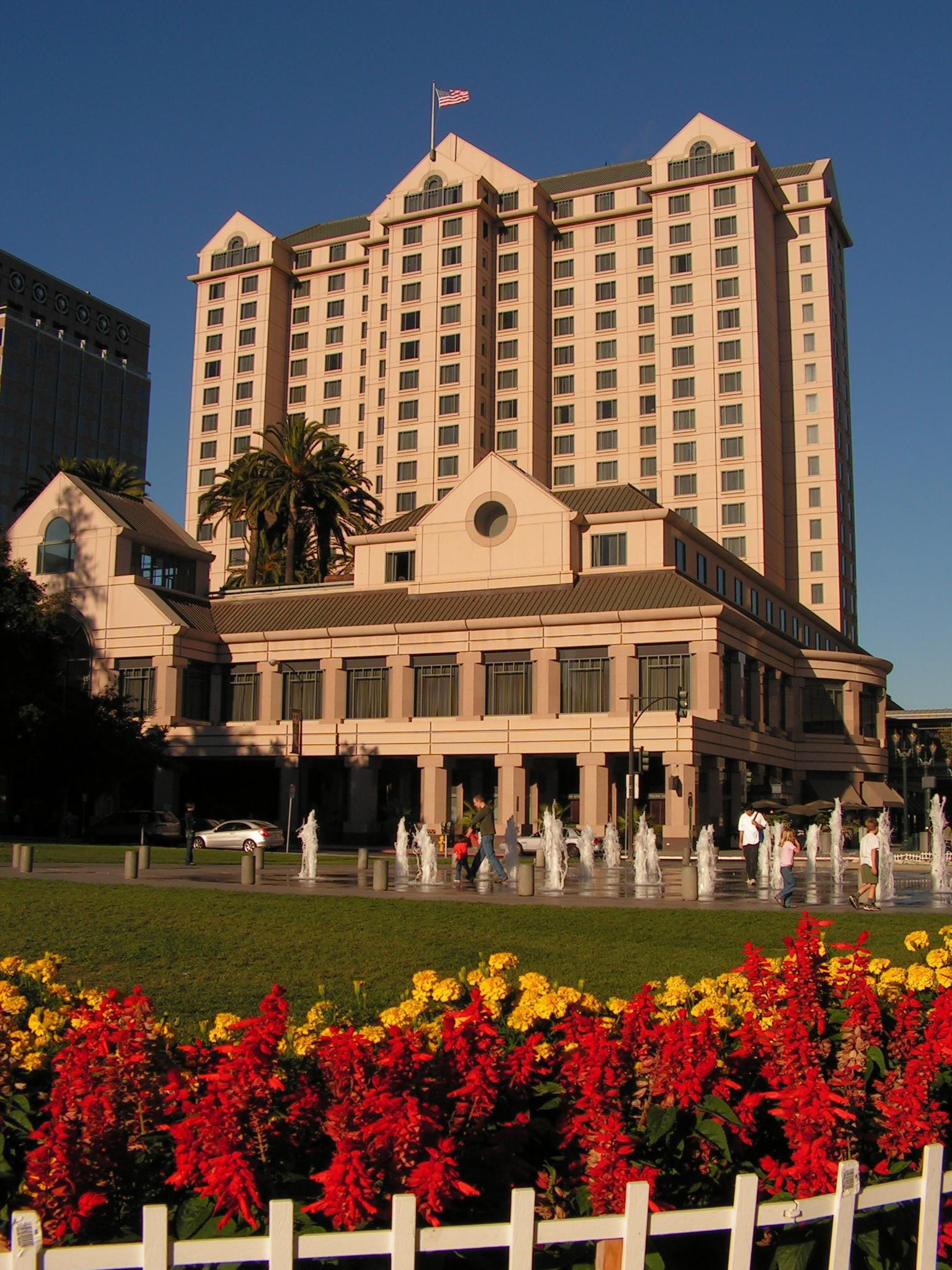
ザフェアモントサンノゼホテル
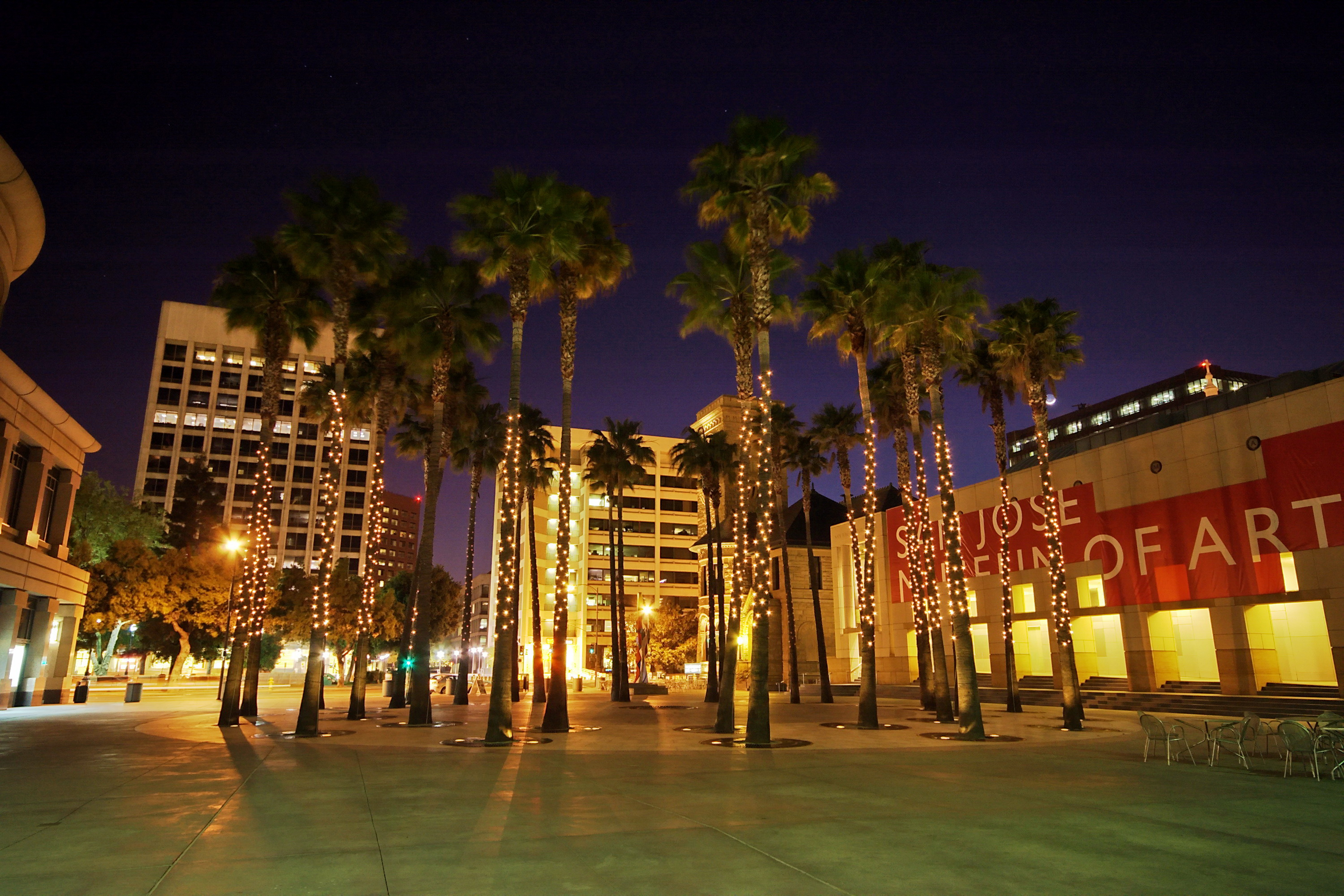
パームプラザのサークル
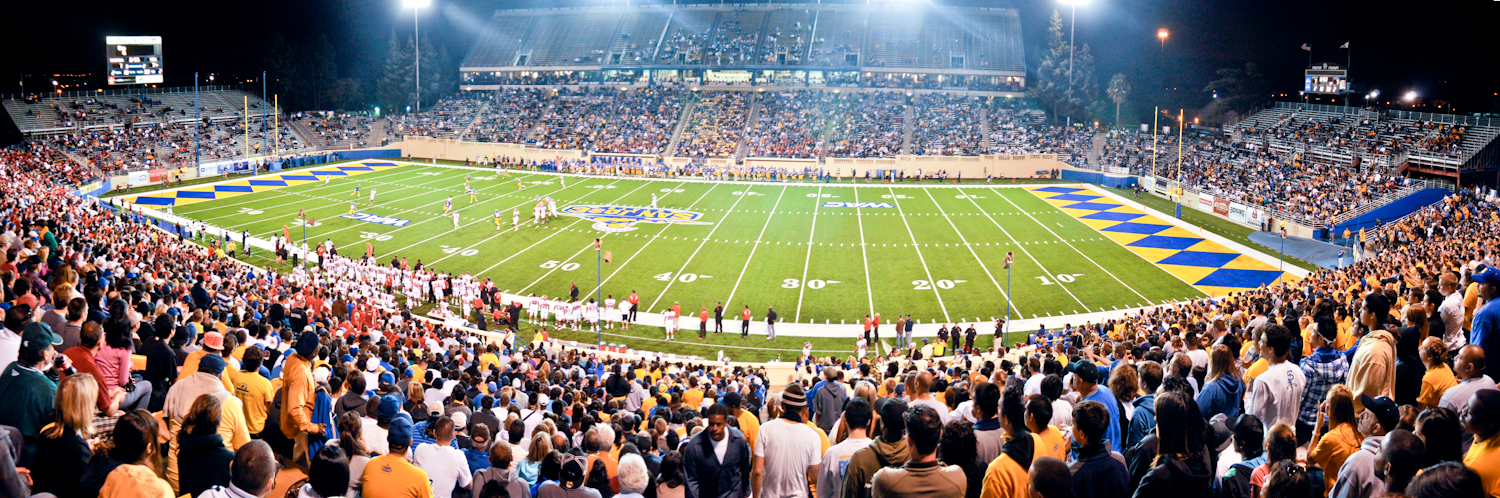
スパルタンスタジアム

## スポーツ
| チーム                     | スポーツ             | 創立          | リーグ                                                 | 競技場                 |
| -------------------------- | -------------------- | ------------- | ------------------------------------------------------ | ---------------------- |
| サンノゼ・ジャイアンツ     | 野球                 | 1988年        | カリフォルニア・リーグ                                 | サンノゼ市営スタジアム |
| サンノゼ・シャークス       | アイスホッケー       | 1991年        | ナショナルホッケーリーグ（ウェスタン・カンファレンス） | HPパビリオン           |
| サンノゼ・セイバーキャッツ | アリーナフットボール | 1995年        | アリーナフットボールリーグ                             | HPパビリオン           |
| サンノゼ・アースクエイクス | サッカー             | 1995年/2008年 | メジャーリーグサッカー                                 | アバイア・スタジアム   |
| サンノゼ・フロッグス       | サッカー             | 2006年        | USLプレミアデベロップメントリーグ                      | PALスタジアム          |

サンノゼ・アースクエイクスは、2005年にヒューストンに移転してヒューストン・ダイナモと名称を変更した。
その後リーグ拡張で同名のチームが2008年から活動を開始したが、2014年までは市内ではなくサンタクララで試合を行っていた。

## 経済
2004年のデータによると、サンノゼとその周辺地域での生活費はカリフォルニア州でも、米国でも、最も高い。住居費が高い生活費の主な理由だが、ACCRA生活費指数（ACCRA Cost of Living Index）で調査したすべての地域の住居費で、全国平均を上回っている。市域の世帯は、米国のどの都市よりも高い可処分所得を持ち、500,000人以上の住民が住んでいる。
サンノゼは、米国の外国貿易地区（Foreign-trade zones of the United States）であるという特徴がある。市は1974年に米国連邦政府から対外貿易地区の助成金を受けて、米国で設立された18番目の外国貿易地区になった。サンノゼ市は、その助成金の下で、サンタクララ郡、モントレー郡、サンベニート郡、サンタクルーズ郡、南部のサンマテオ郡とアラメダ郡の外国貿易を監督・管理する管轄権を与えられている。
サンノゼには、アドビ、アルテラ、ブロケード・コミュニケーションズ・システムズ、ケイデンス・デザイン・システムズ、シスコシステムズ、eBay、Lee's Sandwiches、Lumileds、PayPal、Rosendin Electric、Sanmina、ザイリンクスの本社など、1,000人以上の従業員を持つ多くの企業がある。ベクトン・ディッキンソン、エリクソン、ヒューレット・パッカード、日立製作所、IBM、Kaiser Permanente、KLA、ロッキード・マーティン、日本板硝子、クアルコム、AF Media Groupの主要施設がある。サムスン半導体の北米本社はサンノゼにある。2015年にオープンするサムスンの新しいキャンパスでは、約2000人の従業員が勤務する予定である。
サンノゼに本拠を置くその他の大企業には、アルテラ、Atmel、CEVA、サイプレス・セミコンダクター、Echelon、エクストリーム・ネットワークス、Harmonic、IDT、マキシム・インテグレーテッド、マイクロチップ・テクノロジー、Move、ネットギア、Novellus Systems、オラクル、Oclaro、OCZ、クアンタム、SunPower、Sharks Sports、Supermicro、Xperi、TiVo、Ultratech、Verifoneがある。大規模な政府関係部署には、市政府、サンタクララ郡、サンノゼ州立大学がある。エイサーの米国事業部は、サンノゼにオフィスを構えている。Netcomは、閉鎖前に本社をサンノゼに置いていた。
2015年7月31日、クパチーノに本拠を置くApple社は、サンノゼの40エーカーのサイトを購入した。裸地であるこのサイトは、同社のオフィスおよび研究キャンパスのサイトであり、16,000人の従業員が配置される。 アップルはこのサイトに1億3,820万ドルを支払った。売り手のコネチカット州に本拠を置くFive Mile Capital Partnersは、2010年にサイトに4,000万ドルを支払ったばかりであった。不動産の専門家は、現在シリコンバレーにある他のハイテク企業もサンノゼで土地や不動産を購入して、アップルの道を辿ることを期待している。

### シリコンバレー
サンノゼ周辺のハイテク関連のエンジニアリング、コンピューター、マイクロプロセッサー関連の企業の大規模な集中により、この地域は「シリコンバレー」として知られるようになった。カリフォルニア大学バークレー校、カリフォルニア大学サンタクルーズ校、サンノゼ州立大学、サンフランシスコ州立大学、カリフォルニア州立大学イーストベイ校、サンタクララ大学、スタンフォード大学などの地域の学校は、毎年数千人の工学およびコンピューターサイエンスの卒業生を輩出して、地域経済に参入させている。
サンノゼの住民は、他のどの都市よりも多くの米国特許を出願している。2015年10月15日、米国特許商標庁はシリコンバレーと米国西部にサービスを提供するために、サンノゼにサテライトオフィスを開設した。[122] [123]米国のすべてのベンチャーキャピタルファンドの35％は、サンノゼとシリコンバレーの企業に投資されている。 2018年4月までに、Googleはサンノゼの「シリコンバレーで最大の技術キャンパス」の計画を進めてきた。
2014年1月、雑誌「フォーブス」は、Careerbliss.comがサンノゼ・サニーベール・サンタクララの大都市圏を米国で最も働きがいのある場所としてランク付けした、と報告している。この報告は、ランキングの理由のいくつかとして「楽しく革新的な職場環境」を提供している企業に加えて、「通常高い給与と成長の機会を提供する技術職の大規模に集中している」ことを挙げている。
ハイテクバブル期の高度経済成長により、雇用、住宅価格、交通渋滞が、1990年代後半にピークに達した。2000年代初頭に経済が減速したため、雇用と交通渋滞は幾分減少している。2000年代に経済が改善するにつれて主要な高速道路に沿った交通が再び悪化し始めた。サンノゼは2006年に、その都市内で405,000人が働いていて、失業率は4.6％であった。 2000年、サンノゼの住民は、人口が300,000人を超える米国のどの都市よりも世帯収入の中央値が高く、現在は28万人を超える米国のどの都市よりも収入の中央値が高くなっている。
2013年3月14日、サンノゼでは街中に公衆WiFi接続を実施している。市内の屋外照明ポストにWiFi接続ポイントが設置されてきた。

#### もとIBMハードディスク工場地の変遷
シリコンバレーの中心都市として、様々な企業が本社、主要研究開発・工場拠点を置いて、技術の進歩につれてサンノゼの企業も変化を遂げている。ハードディスクドライブの分野では、サンノゼのグレイト・オークス（Great Oaks）にもともとIBM工場があった。ここでは様々なディスク記憶装置が開発・製造されてきて、1956年発表のIBM 350、1973年発表のウィンチェスター、その後初のフロッピーディスクが作られている。1982年には日立製作所・三菱電機社員がかかわった「IBM産業スパイ事件」が起こっている。1990年代にIBMが事業全体をシステム・インテグレーションに傾注してハードウェア事業から離れる中、2003年には日立製作所がIBMのハードディスク事業（IBM藤沢工場を含む）を買収してHitachi Global Storage Technologies（略称：HGST）を設立して、サンノゼのここに本社を置いた。その後、世界で二大ハードディスク・メーカーのひとつウェスタン・デジタル（他はやはりシリコンバレーのクパチーノに本社のシーゲイト・テクノロジー）が、2011年にはHGSTを買収した。ウェスタン・デジダルは同じくシリコンバレーにあるサンディスクを傘下に置いたりして、2017年にはサンノゼ工場へ新社屋を建てて、本社をロサンゼルスのすぐ南のアーバインからそこへ移した。IBM自体はサンノゼのアルマデン・バレーに1986年から基礎研究所（IBM Research – Almaden）などを保持している。

### マスメディア
サンノゼへは、サンフランシスコ・ベイエリアのマスメディアがサービスを提供している。サンノゼの印刷メディアには、サンノゼマーキュリーニューズ（San Jose Mercury News）、週刊メトロシリコンバレー（Metro Silicon Valley）、El Observador、Silicon Valley / San Jose Business Journalがある。ベイエリアのNBC系のKNTV 11は、サンノゼに拠点を置いている。ベイエリアの放送局には、合計で34のテレビ局、25のAMラジオ局、55のFMラジオ局がある。
1909年4月、サンノゼの電子関係講師であるチャールズ・ヘロルド（Charles David Herrold）は、人間の声を電波に乗せるラジオ局を建設した。ラジオ局「サンノゼ・コーリング」（コール・ナンバーFN、後にFQW）は、一般の視聴者を対象としたスケジュール番組で放送する世界初のラジオ局であった。この放送局は1910年に、初めて音楽を放送した曲であった。ヘロルドの妻シビルは1912年に最初の女性の「ディスクジョッキー」になった。そしてこの局は最終的にサンフランシスコのKCBSになるまで、何度も所有者が変った。という訳で、KCBSは米国で最も古いラジオ局と言えて、2009年には100周年を祝っている。

### 雇用企業
2017年6月30日時点で、市のトップ雇用者は以下の通り。
| #  | 雇用者                                     | 雇用数 |
| -- | ------------------------------------------ | ------ |
| 1  | サンタクララ郡                             | 17,800 |
| 2  | シスコシステムズ                           | 14,000 |
| 3  | サンノゼ市                                 | 6,159  |
| 4  | PayPal                                     | 6,620  |
| 5  | ウエスタンデジタル                         | 3,000  |
| 6  | eBay                                       | 3,000  |
| 7  | IBM                                        | 2,750  |
| 8  | Kaiser Permanente                          | 2,500  |
| 9  | アドビ                                     | 2,200  |
| 10 | Insight Global                             | 1,950  |
| 11 | Good Samaritan Hospital                    | 1,950  |
| 12 | ブロケード コミュニケーションズ システムズ | 1,750  |
| 13 | ケイデンス・デザイン・システムズ           | 1,700  |
| 14 | Supermicro                                 | 1,700  |
| 15 | Regional Medical Center                    | 1,600  |

## 交通

### 道路
サンノゼ地域には、3つの州間高速道路
- I-280
- I-880
- I-680

国道・州道
- 国道101号線
- CA-85号線
- CA-87号線
- CA-17号線
- CA-237号線

があり、高速道路は良く発達している。しかし、主要な"2桁"台州間高速道路がない最大の都市である。加えて、
- アルマデン高速道路
- キャピトル高速道路
- サン・トマス高速道路
- ローレンス高速道路

など、サンタクララ郡高速道路システムの多くの自動車専用道路がある。

### 鉄道
サンノゼまでのおよび市内の鉄道には、
- アムトラック

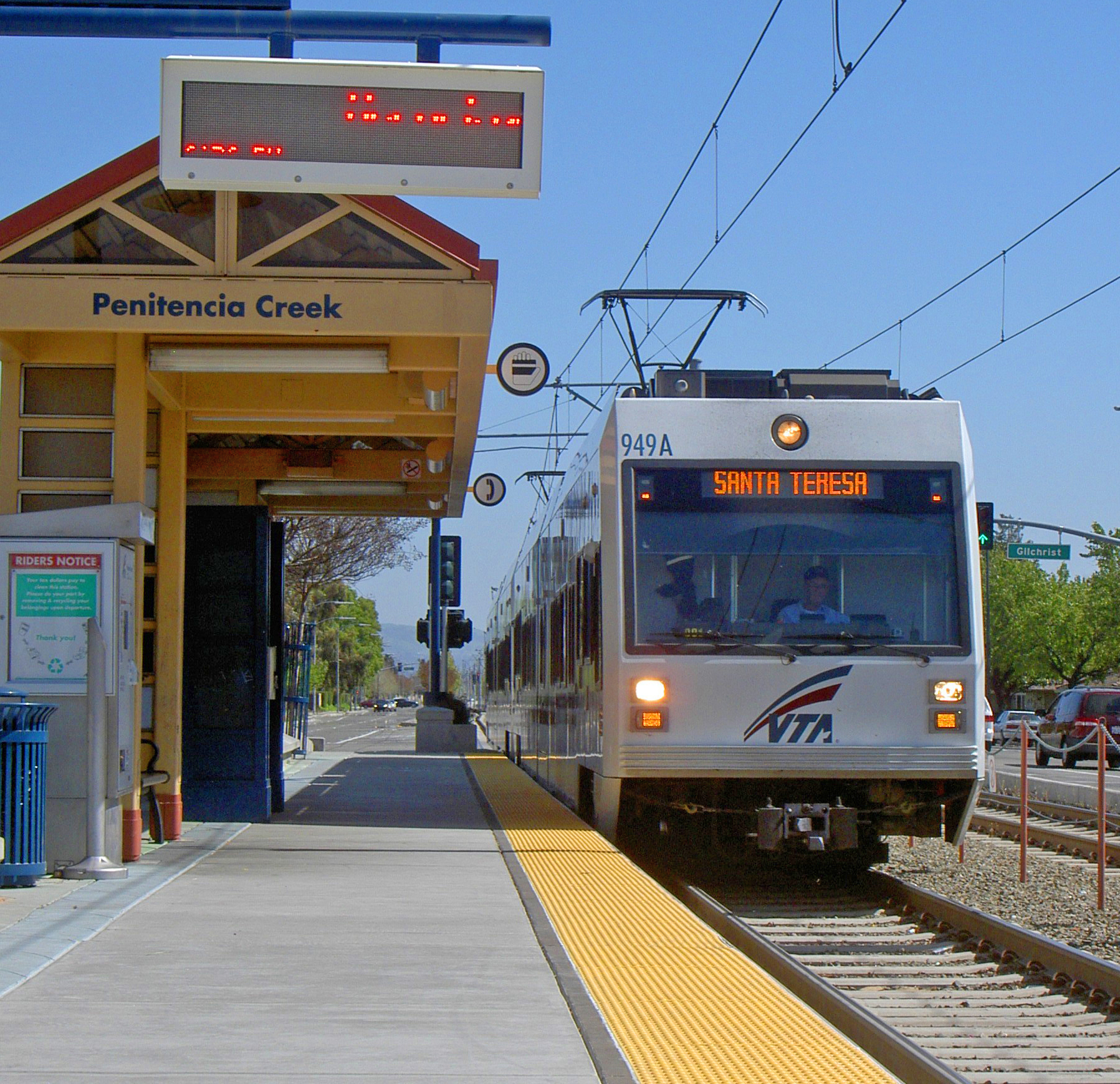
サンタクララバレー交通局ライトレール電車

  - サクラメント - サンノゼ間のキャピトル・コリドー
  - シアトル - ロサンゼルス間のコースト・スターライト
- カルトレイン
  - サンフランシスコとギルロイ間の通勤用鉄道
- アルタモント通勤急行
  - プレザントンからストックトンの通勤用鉄道
- サンタクララバレー交通局（VTA）
  - ダウンタウンからマウンテンビュー、ミルピタス、キャンベル、アルマデン・ヴァレーを結ぶライトレール・システム

がある。サンノゼ歴史博物館からの歴史的市街電車は休日にダウンタウン内のライトレール路線で運行される。BARTを誘致しイーストベイを経由してサンノゼまで延ばす長期計画がある。ディリドン駅は、サザン・パシフィック鉄道によって1935年に建設され、1994年に改築された駅で、この地域内のすべての通勤用鉄道が集まっている。

### バス

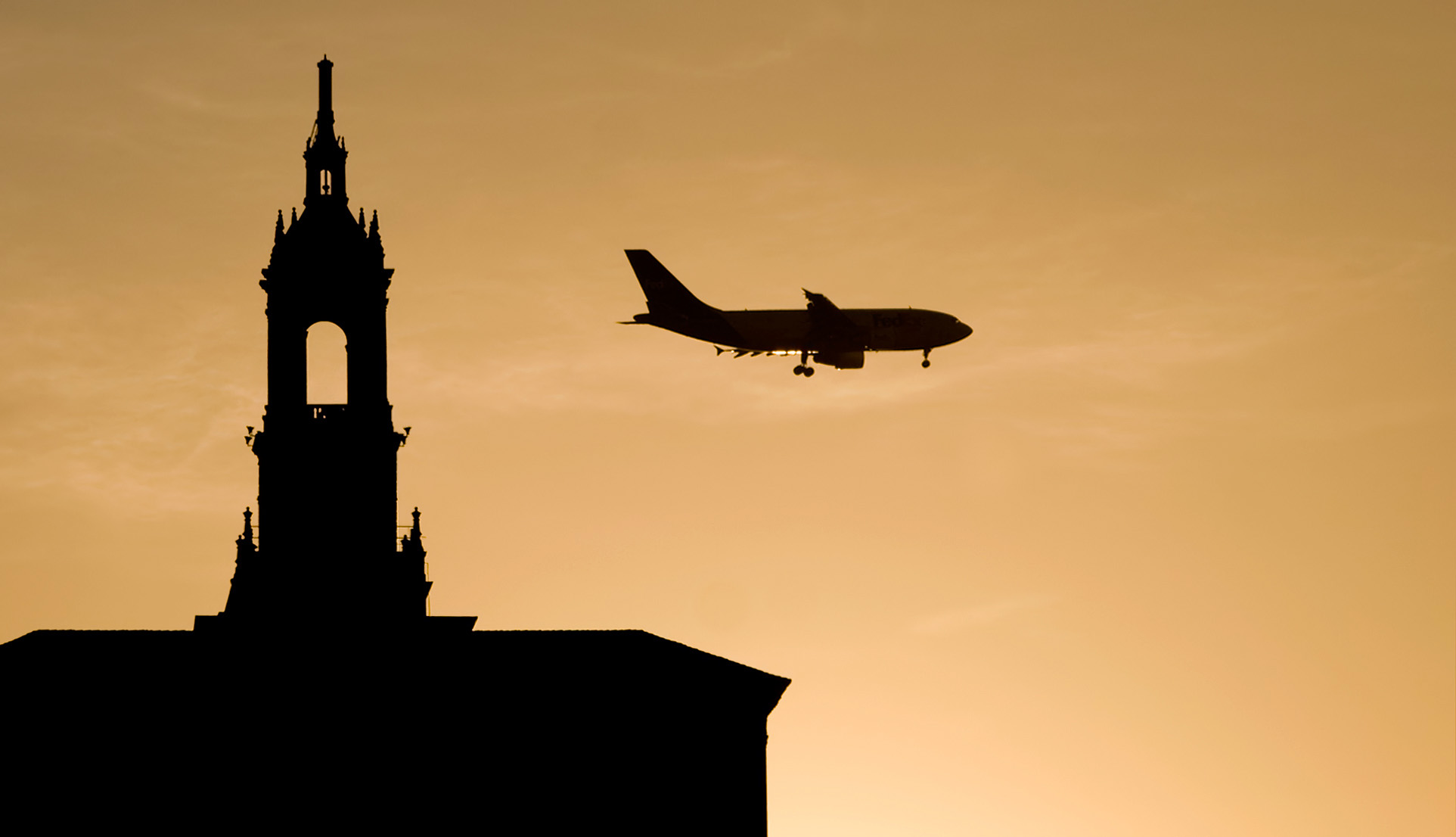
サンノゼ国際空港へのダウンタウンの上に飛んでいる飛行機

サンタクララバレー交通局（VTA）はサンノゼおよび周辺地域内で複数のバス路線を運行し、同じく地元住民に対してパラトランジットの提供も行っている。加えて、Highway17急行バスはサンタクルーズとサンノゼ中心部を結んでいる。

### 航空
ダウンタウンの5km北西に位置するノーマン・Y・ミネタ・サンノゼ国際空港と、レイドヒルビュー空港 が利用される。また、56km北西に位置するサンフランシスコ国際空港と、60km北に位置する中規模空港オークランド国際空港も利用している。

## 文化

### 大学
- サンノゼ州立大学 - ダウンタウンのすぐ近くにあるためか、アメリカの大学としては敷地はさほど広くない。教育学部が充実しており、近隣の小中学校の教員の重要な供給源になっている。
- サンタクララ大学 - ミッション系の私立大学である。

### 博物館
- チルドレンズ・ミュージアム

### 競技・催事場
- HPパビリオン - ディズニーなどのアイスショー以外にも、ロックなどポピュラー音楽のコンサートにも使われる。

### 日本人街
現存するアメリカ最古の3つの日本人街の1つがある。19世紀末に入植した日本人が、火事で移転した中華街の近くに築いたのが始まりである。その後、日本人排斥、太平洋戦争中の強制収容などを経て、現在でも一世を含む日系人が経営・勤務する料理店やスーパーマーケットはもとより、旅行代理店、眼鏡店などが立ち並び、シニアの日系人の暮らすアパートもある。ほぼ中心にある仏教寺院「サンノゼ別院」では毎年盆踊りの催しが行われ、ユニオンバンクには年2回程度サンフランシスコ総領事館の出張サービスが訪れる。
日本人街の外や周辺の市にも日系スーパーマーケットや日本料理店が散在している。全世界でも2番目の規模を誇るサンフランシスコ日本語補習校のサンノゼ校（小学部生徒数約600人、校舎はサニーベールにあるクパチーノ学校区の借用校）が所在する。近年は企業の駐在社員の子弟よりも、アメリカ人と結婚した日本人や、日本からの永住者の子女のほうが多い。

## 出身著名人
- ノーマン・ミネタ - 1931年サンノゼ生まれ。1967年から1971年までサンノゼ市会議員、1971年から1974年までサンノゼ市長。2001年11月、サンノゼ国際空港は「ノーマン・Y・ミネタ・サンノゼ国際空港」と改名した。
- ジム・プランケット - 1947年サンノゼ生まれ。アメリカンフットボール選手。第15回・第18回スーパーボウル制覇。
- リック・ウォレン - 1954年サンノゼ生まれ。『人生の5つの目的』（原題 The Purpose Driven Life）を書きアメリカで大ベストセラーとなった。
- 堤礼実 - 1993年サンノゼ生まれ。フジテレビアナウンサー。

## 姉妹都市
全米国際姉妹都市協会（Sister Cities International）加盟都市。サンノゼは以下の7つの姉妹都市を有している。括弧内の年度は、姉妹都市として認められた年を指す。
- 日本、岡山市（1957年）
- コスタリカ、サンホセ（1961年）
- メキシコ、ベラクルス（1975年）
- 台湾、台南市（1975年）
- アイルランド、ダブリン（1986年）
- インド、プネー（1992年）
- ロシア、エカテリンブルク（1992年）